# ドッグス! 〜オジーの大冒険〜
『ドッグス! ～オジーの大冒険～』(Ozzy) は、アルベルト・ロドリゲスが監督を務めた長編アニメーション映画。
本国スペインではウォルト・ディズニー・スタジオ・モーション・ピクチャーズが配給を行った。

## キャスト (日本語吹替版)
- 佐藤せつじ
- 宮崎敦吉
- 石井敏満
- 中田俊輔
- 岩元絵美